# Краснолуцька вулиця
Краснолу́цька ву́лиця — зникла вулиця, що існувала в Дарницькому районі міста Києва, місцевість Позняки. Пролягала від Тальнівської вулиці до кінця забудови.

## Історія
Виникла у першій половині ХХ століття (не пізніше кінця 1930-х років) під назвою 4-а Кооперативна. Назву Краснолуцька вулиця отримала 1955 року.
Зникла під час часткового знесення забудови колишнього села Позняки (Нові Позняки) і забудови мікрорайону Позняки-4 приблизно у кінці 2007 — середині 2008 року. Інформація про офіційну ліквідацію вулиці наразі відсутня. 
З об'єктів, що вказують на існування вулиці, можна згадати потерту маршрутну табличку на зупинці автобуса № 42 «Вулиця Краснолуцька».